# 마르빈 아니에보
마르빈 호세 아니에보 팔라루엘로(스페인어: Marvin José Anieboh Pallaruelo, 1997년 8월 26일 ~ )는 세군다 페데라시온 클럽 SS 레예스에서 센터백으로 활약하고 있는 적도 기니의 프로 축구 선수이다. 스페인에서 태어난 그는 적도 기니 국가대표팀으로 활약하고 있다.

## 어린 시절
아니에보는 마드리드에서 나이지리아 이보족 출신 아버지와 적도 기니 출신 어머니 사이에서 태어났다. 그는 외할아버지를 통해 스페인 혈통을, 외할머니를 통해 부비족 출신이다.

## 구단 경력
유소년 시절 알코르콘, 헤타페, 푸엔라브라다를 대표했던 아니에보는 2016-17년 시즌 지역 리그에서 후자의 B팀에서 시니어 데뷔를 했다. 2017년 6월 24일, 그는 테르세라 디비시온의 로스 예베네스 산 브루노로 1년 임대되었다.
2018년 8월 22일, 아니에보는 동료 4부 리그 팀인 카라반첼과 계약했다. 2018-19년 시즌을 앞두고 그는 또 다른 예비팀인 알코르콘 B와도 4부 리그에 합류했다.
아니에보는 2019년 12월 17일, 0-1로 패한 카세레뇨와의 코파 델 레이 원정 경기에서 알코르콘 소속으로 1군 데뷔 전을 치렀다.

## 국가대표팀 경력
아니에보는 스페인, 나이지리아 또는 적도 기니 국가대표팀으로 출전할 자격이 있었다. 2015년 U-20 국가대표팀을 대표했던, 아니에보는 2016년 10월, 레바논과의 친선 경기에서 처음으로 국가대표팀 소집을 받았지만, 출전하지 못했다.
아니에보는 2019년 적도 기니 국가대표팀에 복귀하여 그해 11월 19일, 튀니지와의 2021년 아프리카 네이션스컵 예선 J조 경기에서 0-1로 패하며 데뷔 전을 치렀다.